# INSULARHYTHM
『INSULARHYTHM』（インスラリズム）は、RYUKYUDISKOの3枚目のアルバム。2007年8月29日発売。

## 概要
- 3ヵ月連続シングルリリースを経て発売された本作は、シングルで参加したBEAT CRUSADERS、MONGOL800、KOTOMIの他、仲村奈月、KALEIDO、lichard.、大沢伸一といった豪華アーティストが参加した。
- ジャケット写真は初回盤と通常盤で異なる
- 同時発売で、インディーズ時代のリミックスや未発表曲が収録されたアルバム『R3』もリリースされた。
- 『PWEI-zation (RYUKYUDISKO Remasterd in 07)』は、イギリスのデジロック・バンド、Pop Will Eat Itselfの1989年の楽曲"PWEI-zation"(Very Metal Noise Pollution - EPに収録)をRYUKYUDISKOがミキシング、リマスタリングを施して初回限定盤でボーナストラックとしてそのまま収録している。
- 「INSULARHYTHM」は島国根性という意味である。

## 収録曲
1. NICE DAY feat. BEAT CRUSADERS
  - 1stシングル
2. ナサキ feat. MONGOL800
  - 2ndシングル
3. パラダイス feat. 仲村奈月
4. Super Spin Spam
5. TAIKO DISKO
6. Cats & Dogs
7. Sem Parar（Okinawa Sanshin Session） feat. KALEIDO
  - ブラジルのダンスミュージシャンKALEIDOをフィーチャ
8. bibiBEACH feat. lichard.
9. ELEKIデKANADERU★MINYOヲUTAU feat. 仲村奈月
10. dies ist Symphonie（season off）
11. 夢のFUTURE feat. KOTOMI
  - 3rdシングル
12. Ami Nu Ku Tuu feat. SHINICHI OSAWA
  - 大沢伸一とのコラボレーション後に発売される大沢のアルバム『The One』に別バージョンが収録されている
13. PWEI-zation (RYUKYUDISKO Remasterd in 07)
  - 初回限定盤のみボーナストラックで収録。